# Цілиноградські події (1979)
Цілиноградські події 1979 року (каз. Целиноград наразылығы) — виступи жителів Целинограда, Кокчетава і Караганди, що відбулися 16 червня 1979 року і спрямовані проти урядового рішення про створення німецької автономної області на території північного Казахстану. Організаторами виступу демонстрантів була влада Казахської РСР, яка спочатку не підтримувала ідею про створення німецької автономії. Завершилися відмовою від ідеї про німецьку автономію на території Казахської РСР.

## Передісторія подій
Після скасування 1941 року німецької автономії на Волзі сотні тисяч німців було переселено в Казахську РСР. За даними Перепису населення СРСР, проведеного в 1979 році, частка німців у Казахстані в цілому досягала 6,1 % населення, у тому числі в ряді сільських північних районів Цілинного краю вона досягала 30 % і більше.
Згодом постало питання про відновлення автономії німців. Сформувався комітет на чолі із другим секретарем ЦК Компартії Казахстану А. Коркіним про надання німецькому населенню автономії у складі Казахстану. На пропозицію Комітету було вирішено, що центром майбутньої автономії буде місто Єрментау (Цілиноградська область). До складу автономії мали увійти кілька районів Цілиноградської, Павлодарської, Карагандинської та Кокчетавської областей.
31 травня 1979 року було прийнято Постанову Політбюро ЦК КПРС «Про утворення Німецької автономної області (НАО)». Партійні еліти Казахської РСР визнали це рішення про німецьку автономію, як і раніше про консолідацію Цілинного краю, обмеженням інтересів республіки.

## Хід подій
16 червня о 8 годині ранку в кількох місцях Цілинограда зібралася переважно молодь та вчителі. Пройшовши з демонстрацією містом, колони з'єдналися на площі Леніна перед обкомом партії, де о 10 годині розпочався мітинг. Щодо кількості учасників акції у спогадах немає єдиної думки. За різними оцінками їх було від 500 до 5000. Вони виступили із заявою проти надання автономії німцям, яку було передано присутнім партійним керівникам області. На закінчення демонстранти заявили обласному керівництву, що мають намір провести ще один мітинг 19 червня, і якщо до цього часу влада не розв'яже питання, то вночі 22 червня вони проведуть смолоскипну ходу. Мітинг тривав приблизно одну годину. Демонстранти несли транспаранти з написами: «Наша земля для всіх єдина і неподільна!» і скандували гасла: «Ні німецькому автономному району в Ерментау!». Багато жителів міста пасивно відреагували на те, що відбувається. Через три дні після першого мітингу, на одній з околиць Цілинограда з усіх навколишніх вулиць знову зійшовся натовп, вимагаючи відповіді на запитання: «Яка доля чекає казахів на своїй землі?» та «Що буде з автономією?». По суті уряд Казахської РСР негласно підтримував демонстрантів і не перешкоджав розповсюдженню по гуртожитках листівок із закликом вийти на мітинг протесту. Це багато в чому пояснювало впевненість демонстрантів у своїх вимогах, їхню наполегливість та безкомпромісність. Керівництво Казахської РСР вважало, що за німецькою автономією своєї автономії зажадають й інші народи, що проживають на території Казахської РСР: уйгури, узбеки, росіяни та українці.

## Підсумок
У результаті влада погодилася з вимогами демонстрантів і оголосила, що питання про німецьку автономію в Казахстані повністю знято з порядку денного.
Думки людей, які перебувають при владі, розділилися: деякі особи підтримували план [створення німецької] автономії, інші були проти; тому на мітингу виступала не лише молодь, деяких людей за місцем їхньої роботи керівництво зобов'язувало йти на мітинг як на демонстрацію (добровільно-примусовий режим). В результаті на мітингу, який полягав у масовій ході від центральної площі до залізничного вокзалу (приблизно 2 км по вулиці Миру, нині вулиця Бейбітшилік) з гаслами проти створення німецької автономії, брали участь представники різних національностей (переважно не німці), частково цьому сприяли й сильно повоєнні антифашистські настрої, що вкоренилися серед населення. Оперативна присутність на місці подій (раніше мітингувальників) співробітників органів внутрішніх справ, військовослужбовців, пожежників та медичних служб сприяла недопущенню насильства. Мітингувальників підтримали в столиці Радянського Казахстану Алма-Аті. Партійний ілдер Кунаєв теж негласно підтримав мітингувальників. Багато хто в місті чудово знав про події й позиція «ні автономії» була широко поширена серед населення. Учасники подій та особи, які забезпечують порядок, спростовують насильницький характер подій. Одна з активісток тих подій описує події так: «вийшли, покричали, дійшли до вокзалу і пішли».